# マナメッセ
マナメッセは、1992年に創刊された、環境、医療、食、教育、福祉を対象とした季刊誌、およびその出版社のことである。現在、本誌は休刊中である。

## 概要
本誌は、環境、医療、食、教育、福祉を対象に、子供を持つ母親に真実を伝えることを目的として発刊された季刊誌である。雑誌名は、ヘブライ語の「天から授かりし食べ物」を意味する「マナ」と、ドイツ語の「だれもが集う場所」を意味する「メッセ」（メッセージの意味も持たせている）を組み合わせた造語である。「真実を伝えること」を実現するため、広告主に影響される危険性を排除すべく、広告を一切掲載しない方針を採っている（その分、価格は高く設定されている）。
初期は、1号ごとにテーマを持たせて様々な問題を取り上げていたが、1994年からは号全体が過去のテーマのみで占める「総集編」（年4号のうち1号が総集編）を発刊するようになり、新たな話題を取り上げるかわりに過去のテーマを再掲することが多くなった。その後、休刊という経緯を辿っている。2007年6月より、この総集編の一部（1994年 - 1996年）が「マナメッセ オンライン版」としてウェブ公開されており、残りも順次公開予定となっている。掲載内容は発売当時そのままであるため、現在にはそのまま適用できないところもあるが、現在への大切な問いかけになるとしている。

## 掲載内容
環境
「合成界面活性剤の環境へのダメージ」「塩素殺菌された水が環境に与える影響」など、環境面への影響、そして環境のみならず身体等に与える影響について掲載されている。
医療
「病院出産では平日よりも土日の出産数が著しく少ない」ことを病院に管理された出産であるとしている問題や、「薬に頼らない治療」などについて掲載されている。
食
食品添加物やうま味調味料の安全性に関する問題、食品用ラップフィルムが油分の加熱と接触することで溶出する問題などについて掲載されている。
教育
教育問題について掲載されている。
福祉
医療と絡めるなどしながら、様々な福祉問題について掲載されている。
番外編として、化粧品の安全性などについても取り上げている。

## 総集編
- 『マナメッセ 1994/02（1994年総集編）』マナメッセ、1994年。ISBN 978-4944056026。
- 『クスリがこどもをダメにする（Mannamesse books）』高木茂和、1993年。ISBN 978-4944056019。